# آلکساندر سمیزیان
آلکساندر سمیزیان (ارمنی: Ալեքսանդր Սեմիզյան؛ زادهٔ ۷ مارس ۱۹۸۵) بازیکن فوتبال در پست مهاجم ارمنی‌تبار اهل روسیه است.

## باشگاهی
از باشگاه‌هایی که در آن بازی کرده‌است می‌توان به باشگاه فوتبال کوبان کراسنودار و باشگاه فوتبال چرنومورتس نووراسییسک اشاره کرد.